# Ferdinando Monfardini
Ferdinando Monfardini (ur. 20 listopada 1984 w Isola della Scala) – włoski kierowca wyścigowy.

## Kariera

### Formuła Renault
Włoch karierę rozpoczął w roku 1994, od startów w kartingu. W 2001 roku przeszedł do wyścigów samochodów jednomiejscowych, debiutując we Włoskiej Formule Renault. Starty w niej kontynuował również w kolejnych dwóch latach. Najlepiej zaprezentował się w sezonie 2003, kiedy to zajął w klasyfikacji końcowej 10. miejsce.
Ferdninando w latach 2002–2003 brał udział również w jej europejskim odpowiedniku. Ani razu jednak nie znalazł się na punktowanej pozycji. W roku 2005 Włoch wziął udział w jednej rundzie Formuły Renault 3.5. Zdobywszy jeden punkt, zmagania zakończył na 28 lokacie.

### Formuła 3000/GP2
W sezonie 2003 Monfardini zadebiutował w bezpośrednim przedsionku Formuły 1 – Międzynarodowej Formule 3000 – w zespole BCN. Wystąpił wówczas w dwóch ostatnich rundach, na torach Hungaroring i Monza. Tylko w drugim przypadku dojechał do mety, kończąc rywalizację na niepunktowanej dziesiątej lokacie.
W roku 2004 Włoch reprezentował ekipę AEZ Racing, we wszystkich eliminacjach. W ciągu dziesięciu wyścigów, tylko w jednej rundzie (na obiekcie Hockenheimring) nie dojechał do mety. Nie zdobył jednak punktów, będąc najwyższej sklasyfikowanym na dziewiątym miejscu (wynik ten odnotował na brytyjskim torze Silverstone}.
Na sezon 2005 Ferdinando podpisał kontrakt z włoską stajnią Durango. Najwyższy rangą serial juniorski został jednak przekształcony w cykl GP2. Z zespołem wziął udział w dziewiętnastu wyścigach, spośród których trzykrotnie meldował się na punktowanych lokatach (w tym dwukrotnie we Włoszech). Po włoskiej rundzie na Monzy Monfardini pauzował przez jedną eliminację (została ona rozegrana na torze Spa-Francorchamps). Do rywalizacji powrócił (za sprawą Coloni Motorsport) na ostatnią rundę sezonu, odbywającą się na bahrańskim obiekcie (Sakhir. Tam jednak nie powiększył swej zdobyczy punktowej. Ostatecznie został sklasyfikowały go na 17. miejscu.
Rok 2006 był ostatnim dla Włocha w serii GP2. Reprezentując francuski zespół DAMS, czterokrotnie dojeżdżał na punktowanych lokatach (w tym dwukrotnie na torze Circuit de Catalunya). Zdobyte punkty pozwoliły Monfardiniemu zająć w klasyfikacji końcowej 21 pozycję.

### Wyścigi samochodów sportowych
W roku 2007 Ferdinando zadebiutował w serii wyścigów samochodów sportowych – FIA GT. Wystąpiwszy w dziesięciu wyścigach, zmagania zakończył na 19 lokacie.
W kolejnym sezonie Włoch ścigał się w serialu International GT Open. W klasyfikacji pojazdów GTA był szósty, natomiast w ogólnej punktacji został sklasyfikowany na 5. miejscu. W 2009 wziął udział w czterech rundach tej serii. Stanąwszy dwukrotnie na podium, rywalizację ukończył na ósmym (w klasyfikacji SuperGT) oraz szesnastym miejscu, w końcowej klasyfikacji.
W tym samym roku wystartował również w trzech wyścigach serii FIA GT oraz dwóch SARA GT. W pierwszej z nich nie sięgnął po punkty, natomiast w drugiej został sklasyfikowany na 22 pozycji.

## Wyniki w GP2
| Legenda oznaczeń w tabelach wyników Wyświetl szablon na nowej stronie | Legenda oznaczeń w tabelach wyników Wyświetl szablon na nowej stronie                                                                     |
| Oznaczenie                                                            | Wyjaśnienie |
| --------------------------------------------------------------------- | --- |
| Złoty                                                                 | Zwycięzca lub mistrzostwo |
| Srebrny                                                               | 2. miejsce lub wicemistrzostwo |
| Brązowy                                                               | 3. miejsce lub II wicemistrzostwo |
| Zielony                                                               | Ukończył, punktował (w klasyfikacji generalnej, gdy zdobył co najmniej jeden punkt na przestrzeni sezonu, poza trzema powyższymi opcjami) |
| Niebieski                                                             | Ukończył, nie punktował (w klasyfikacji generalnej, gdy nie zdobył co najmniej jednego punktu na przestrzeni sezonu)                      |
| Czerwony                                                              | Nie zakwalifikował się (NZ) |
| Czerwony                                                              | Nie prekwalifikował się (NPK) |
| Różowy                                                                | Nie ukończył (NU) |
| Różowy                                                                | Niesklasyfikowany (NS) (w klasyfikacji generalnej, gdy nie został sklasyfikowany w żadnym wyścigu sezonu)                                 |
| Czarny                                                                | Zdyskwalifikowany (DK) |
| Czarny                                                                | Wykluczony (WYK/EX) |
| Biały                                                                 | Nie wystartował (NW) |
| Biały                                                                 | Kontuzjowany (K/INJ) |
| Biały                                                                 | Wyścig odwołany (OD/C) |
| Bez koloru                                                            | Został wycofany (WYC/WD) |
| Bez koloru                                                            | Nie przybył (NP/DNA) |
| Bez koloru                                                            | Nie brał udziału w treningach (NT/DNP) |
| Bez koloru                                                            | Nie został zgłoszony (–) |
| Pogrubienie                                                           | Start z pole position |
| Kursywa                                                               | Najszybsze okrążenie wyścigu |
| †                                                                     | Nie ukończył, ale jego rezultat został zaliczony ze względu na przejechanie więcej niż 90% dystansu wyścigu.                              |
| *                                                                     | Sezon w trakcie |
| 1/2/3                                                                 | Punktowana pozycja w sprincie kwalifikacyjnym                                                                                             |
| Lista systemów punktacji Formuły 1                                    | |

| Rok  | Zespół            | Wyniki w poszczególnych eliminacjach | Wyniki w poszczególnych eliminacjach | Wyniki w poszczególnych eliminacjach | Wyniki w poszczególnych eliminacjach | Wyniki w poszczególnych eliminacjach | Wyniki w poszczególnych eliminacjach | Wyniki w poszczególnych eliminacjach | Wyniki w poszczególnych eliminacjach | Wyniki w poszczególnych eliminacjach | Wyniki w poszczególnych eliminacjach | Wyniki w poszczególnych eliminacjach | Wyniki w poszczególnych eliminacjach | Wyniki w poszczególnych eliminacjach | Wyniki w poszczególnych eliminacjach | Wyniki w poszczególnych eliminacjach | Wyniki w poszczególnych eliminacjach | Wyniki w poszczególnych eliminacjach | Wyniki w poszczególnych eliminacjach | Wyniki w poszczególnych eliminacjach | Wyniki w poszczególnych eliminacjach | Wyniki w poszczególnych eliminacjach | Wyniki w poszczególnych eliminacjach | Wyniki w poszczególnych eliminacjach | Punkty | Pozycja |
| ---- | ----------------- | ------------------------------------ | ------------------------------------ | ------------------------------------ | ------------------------------------ | ------------------------------------ | ------------------------------------ | ------------------------------------ | ------------------------------------ | ------------------------------------ | ------------------------------------ | ------------------------------------ | ------------------------------------ | ------------------------------------ | ------------------------------------ | ------------------------------------ | ------------------------------------ | ------------------------------------ | ------------------------------------ | ------------------------------------ | ------------------------------------ | ------------------------------------ | ------------------------------------ | ------------------------------------ | ------ | ------- |
| 2005 |                   | SMR                                  | SMR                                  | ESP                                  | ESP                                  | MON                                  | NÜR                                  | NÜR                                  | FRA                                  | FRA                                  | GBR                                  | GBR                                  | HOC                                  | HOC                                  | HUN                                  | HUN                                  | TUR                                  | TUR                                  | ITA                                  | ITA                                  | BEL                                  | BEL                                  | BHR                                  | BHR                                  | 5      | 17      |
| 2005 | Durango           | NU                                   | NW                                   | NU                                   | 11                                   | NW                                   | NU                                   | 6                                    | 12                                   | 17†                                  | 14                                   | 10                                   | NU                                   | 15                                   | NU                                   | 11                                   | NU                                   | NU                                   | 8                                    | 4                                    | –                                    | –                                    | –                                    | –                                    | 5      | 17      |
| 2005 | Coloni Motorsport | –                                    | –                                    | –                                    | –                                    | –                                    | –                                    | –                                    | –                                    | –                                    | –                                    | –                                    | –                                    | –                                    | –                                    | –                                    | –                                    | –                                    | –                                    | –                                    | –                                    | –                                    | NU                                   | 11                                   | 5      | 17      |
| 2006 | DAMS              | VAL                                  | VAL                                  | SMR                                  | SMR                                  | NÜR                                  | NÜR                                  | ESP                                  | ESP                                  | MON                                  | GBR                                  | GBR                                  | FRA                                  | FRA                                  | HOC                                  | HOC                                  | HUN                                  | HUN                                  | TUR                                  | TUR                                  | ITA                                  | ITA                                  |                                      |                                      | 6      | 21      |
| 2006 | DAMS              | 12                                   | NU                                   | 12                                   | 9                                    | NU                                   | 10                                   | 6                                    | 6                                    | 9                                    | NU                                   | NW                                   | 8                                    | NU                                   | NU                                   | 12                                   | 11                                   | 6                                    | NU                                   | 12                                   | NU                                   | NU                                   |                                      |                                      | 6      | 21      |

## Wyniki w Formule Renault 3.5
| Legenda oznaczeń w tabelach wyników Wyświetl szablon na nowej stronie | Legenda oznaczeń w tabelach wyników Wyświetl szablon na nowej stronie                                                                     |
| Oznaczenie                                                            | Wyjaśnienie |
| --------------------------------------------------------------------- | --- |
| Złoty                                                                 | Zwycięzca lub mistrzostwo |
| Srebrny                                                               | 2. miejsce lub wicemistrzostwo |
| Brązowy                                                               | 3. miejsce lub II wicemistrzostwo |
| Zielony                                                               | Ukończył, punktował (w klasyfikacji generalnej, gdy zdobył co najmniej jeden punkt na przestrzeni sezonu, poza trzema powyższymi opcjami) |
| Niebieski                                                             | Ukończył, nie punktował (w klasyfikacji generalnej, gdy nie zdobył co najmniej jednego punktu na przestrzeni sezonu)                      |
| Czerwony                                                              | Nie zakwalifikował się (NZ) |
| Czerwony                                                              | Nie prekwalifikował się (NPK) |
| Różowy                                                                | Nie ukończył (NU) |
| Różowy                                                                | Niesklasyfikowany (NS) (w klasyfikacji generalnej, gdy nie został sklasyfikowany w żadnym wyścigu sezonu)                                 |
| Czarny                                                                | Zdyskwalifikowany (DK) |
| Czarny                                                                | Wykluczony (WYK/EX) |
| Biały                                                                 | Nie wystartował (NW) |
| Biały                                                                 | Kontuzjowany (K/INJ) |
| Biały                                                                 | Wyścig odwołany (OD/C) |
| Bez koloru                                                            | Został wycofany (WYC/WD) |
| Bez koloru                                                            | Nie przybył (NP/DNA) |
| Bez koloru                                                            | Nie brał udziału w treningach (NT/DNP) |
| Bez koloru                                                            | Nie został zgłoszony (–) |
| Pogrubienie                                                           | Start z pole position |
| Kursywa                                                               | Najszybsze okrążenie wyścigu |
| †                                                                     | Nie ukończył, ale jego rezultat został zaliczony ze względu na przejechanie więcej niż 90% dystansu wyścigu.                              |
| *                                                                     | Sezon w trakcie |
| 1/2/3                                                                 | Punktowana pozycja w sprincie kwalifikacyjnym                                                                                             |
| Lista systemów punktacji Formuły 1                                    | |

| Rok  | Zespół | Wyniki w poszczególnych eliminacjach | Wyniki w poszczególnych eliminacjach | Wyniki w poszczególnych eliminacjach | Wyniki w poszczególnych eliminacjach | Wyniki w poszczególnych eliminacjach | Wyniki w poszczególnych eliminacjach | Wyniki w poszczególnych eliminacjach | Wyniki w poszczególnych eliminacjach | Wyniki w poszczególnych eliminacjach | Wyniki w poszczególnych eliminacjach | Wyniki w poszczególnych eliminacjach | Wyniki w poszczególnych eliminacjach | Wyniki w poszczególnych eliminacjach | Wyniki w poszczególnych eliminacjach | Wyniki w poszczególnych eliminacjach | Wyniki w poszczególnych eliminacjach | Wyniki w poszczególnych eliminacjach | Punkty | Pozycja |
| ---- | ------ | ------------------------------------ | ------------------------------------ | ------------------------------------ | ------------------------------------ | ------------------------------------ | ------------------------------------ | ------------------------------------ | ------------------------------------ | ------------------------------------ | ------------------------------------ | ------------------------------------ | ------------------------------------ | ------------------------------------ | ------------------------------------ | ------------------------------------ | ------------------------------------ | ------------------------------------ | ------ | ------- |
| 2005 | DAMS   | BEL                                  | BEL                                  | MON                                  | VAL                                  | VAL                                  | FRA                                  | FRA                                  | BIL                                  | BIL                                  | DEU                                  | DEU                                  | GBR                                  | GBR                                  | PRT                                  | PRT                                  | ITA                                  | ITA                                  | 1      | 28      |
| 2005 | DAMS   | –                                    | –                                    | –                                    | –                                    | –                                    | –                                    | –                                    | –                                    | –                                    | –                                    | –                                    | –                                    | –                                    | –                                    | –                                    | 10                                   | 13                                   | 1      | 28      |